# Cătunași, Argeș
Cătunași este un sat în comuna Poiana Lacului din județul Argeș, Muntenia, România.